# Верхнє Аккозіно
Ве́рхнє Акко́зіно (рос. Верхнее Акозино, чув. Тури Çĕрпÿкасси) — присілок у Чувашії Російської Федерації, у складі Хозанкінського сільського поселення Красночетайського району.
Населення — 365 осіб (2010; 453 в 2002, 660 в 1979, 891 в 1939, 574 в 1926, 551 в 1897, 387 в 1858, 400 в 1795).
Національний склад (2002):
- чуваші — 99 %

## Історія
Історична назва — Аказіна. Засновано 17 століття. До 1866 року селяни мали статус державних, займались землеробством, тваринництвом, бондарством, виробництвом одягу. На початку 20 століття діяло 2 вітряки. 1930 року створено колгосп «Пам'яті Леніна». До 1926 року присілок входив до складу Вильської, Шуматовської та Хочашевської волостей, до 1927 року — до складу Атаєвської волості Ядринського повіту. З переходом на райони 1927 року — спочатку у складі Красночетайського, у період 1962–1965 років — у складі Шумерлинського, після чого знову переданийдо складу Красночетайського району.

## Господарство
У присілку діють школа, фельдшерсько-акушерський пункт, клуб, бібліотека та 4 магазини.